# 傅承义
傅承义（1909年10月7日—2000年1月8日），男，籍贯福州闽侯，生于北京，中国地球物理学家。曾任中国科学院地球物理研究所名誉所长、研究员，中国科学技术大学地球及空间科学系主任。从事固体地球物理学、地震学和地球物理勘探研究。

## 生平
1933年毕业于清华大学。1941年获加拿大麦吉尔大学物理学硕士学位。1944年获美国加州理工学院地球物理学博士学位。1957年当选中国科学院学部委员（院士）。